# Henotesia ubenica
Henotesia ubenica är en fjärilsart som beskrevs av Friedrich Thurau 1903. Henotesia ubenica ingår i släktet Henotesia och familjen praktfjärilar. Inga underarter finns listade i Catalogue of Life.